# Hold on Tight (canción)
«Hold on Tight» (en español: agarrate fuerte) es una canción del grupo británico Electric Light Orchestra, publicada en el álbum de estudio Time (1981). La canción, compuesta por Jeff Lynne, fue también publicada como el primer sencillo del álbum en julio de 1981.
El sencillo entró en los diez primeros puestos de las listas en varios países, alcanzando el primer puesto en Suiza, el dos en Alemania, el cuatro en el Reino Unido y el diez en la lista estadounidense Billboard Hot 100. La canción incluyó un verso cantado en francés, que es la traducción al idioma de la primera estrofa de la canción, la cual se escucha de manera incorrecta en español como "mis nueces son atrayentes". 
«Hold on Tight» fue acompañado de un videoclip filmado en blanco y negro y que supuso un homenaje del grupo al cine serial. El videoclip, cuya grabación costó 40 000 libras, fue uno de los más caros de la época.
La canción fue utilizada a mediados de la década de 1980 en el anuncio The Coffee Achievers de la compañía National Coffee Association, que contó con celebridades musicales como David Bowie, Heart y la propia ELO. La campaña fue posteriormente parodiada en el programa Saturday Night Live como «The Crack Achievers» en un sketch que también utilizó la canción del grupo. La canción fue también utilizada en 2005 en un anuncio de Ameriquest, y entre 2007 y 2008, fue utilizada por la compañía Honda para promocionar el Honda Accord.

## Posición en listas
| País              | Lista                     | Posición |
| ----------------- | ------------------------- | -------- |
| Australia         | Kent Music Report         | 5        |
| Austria           | Ö3 Austria Top 40         | 2        |
| Bélgica (Flandes) | Ultratop 200 Albums       | 4        |
| Canadá            | RPM Top Singles           | 6        |
| Alemania          | Media Control Charts      | 2        |
| Irlanda           | Irish Singles Chart       | 3        |
| Países Bajos      | Dutch Top 40              | 5        |
| Nueva Zelanda     | New Zealand Music Chart   | 7        |
| Noruega           | VG-lista                  | 7        |
| Sudáfrica         | South African Chart       | 4        |
| Suecia            | Swedish Singles Chart     | 10       |
| Suiza             | Hit Parade                | 1        |
| Reino Unido       | Official Charts Company   | 4        |
| Estados Unidos    | Billboard Hot 100         | 10       |
| Estados Unidos    | Billboard Mainstream Rock | 2        |
| Estados Unidos    | Cash Box Top 100 Singles  | 8        |
| Estados Unidos    | Record World Singles      | 10       |
| Estados Unidos    | Billboard Year-End        | 81       |